# Калиев перхлорат
Калиевият перхлорат е неорганична сол с химическа формула KClO4. Както всички перхлорати той е силен окислител и взаимодейства енергично с много лесно окисляващи се органични и неорганични вещества. Представлява безцветни кристали. Намира приложение като окислител в химията, пиротехниката и в ракетните горива. Калиевият перхлорат е най-слабо разтворимият перхлорат на алкален метал – 1.5 грама в 100 мл вода при 25 °C.

## Получаване
Калиевият перхлорат се произвежда промишлено чрез обменна реакция между разтвори на натриев перхлорат NaClO4 и на калиев хлорид KCl. При смесването на тези разтвори калиевият перхлорат KClO4 се получава под формата на бяла фина утайка. Тази йоннообменна реакция се основава на по-слабата разтворимост на калиевия перхлорат в сравнение с тази на натриевия NaClO4 – 209.6 г/100 мл при 25 °C.

## Окислителни свойства
Калиевият перхлорат е силен окислител – той отдава енергично кислородакислорода си на окисляващи се материали. Например, с глюкоза взаимодейства по следния начин:
3 KClO4 + C6H12O6 → 6 H2O + 6 CO2 + 3 KCl
На превръщането на твърдата глюкоза в горещ газообразен въглероден диоксид CO2 се основава експлозивната сила на тази и другите подобни смеси, съдържащи калиев перхлорат. Дори и смесен със захар калиевият перхлорат образува смес, притежаваща свойствата на слаб експлозив. Такива смеси изгарят на открито с лилав пламък, дължащ се на калиевия атом от KClO4. Т.нар. флаш смеси използвани в някои пиротехнически изделия се състоят от фин алуминий смесен с калиев перхлорат.
Като окислител съединението може да се използва безопасно в присъсвието на сяра, което е недопустимо за калиев хлорат.

## Приложение в медицината
Калиевият перхлорат намира приложение в медицината като антитироидно средство при хипертиреоидизъм, често в комбинация с други медикаменти. Използването му се основава на близките йонни радиуси и хидрофилност на перхлоратния и йодидния йон.